# 神門村
神門村（かんどむら）は、島根県簸川郡にあった村。現在の出雲市芦渡町、下古志町、神門町、知井宮町にあたる。

## 地理
- 湖沼：神西湖[2]
- 河川：神戸川[3]

## 歴史
- 1889年（明治22年）4月1日、町村制の施行により、神門郡知井宮村本郷、知井宮村沖分が合併して村制施行し知井宮村が発足[4]し、同郡蘆渡村、下古志村が合併して村制施行し布智村が発足[5]した。
- 1896年（明治29年）4月1日、郡の統合により知井宮村、布智村は簸川郡に所属[6]。
- 1943年（昭和18年）4月1日、知井宮村と布智村が合併して神門村を新設した[1][6]。
- 1956年（昭和31年）4月1日、出雲市に編入され廃止[1][6]。

## 産業
- 農業、漁業[3]。

## 教育
- 1955年（昭和30年）私立出雲高等経理学校開校[1]